# Ruisseau des Cèdres
Pour les articles homonymes, voir Cèdres (homonymie).
Le ruisseau des Cèdres est un affluent du lac Talon, traversant les municipalités de Saint-Paul-de-Montminy, de Saint-Fabien-de-Panet et de Sainte-Apolline-de-Patton, dans la municipalité régionale de comté (MRC) de Montmagny, dans la région administrative de Chaudière-Appalaches, au Sud du Québec, au Canada.
Le ruisseau des Cèdres coule entièrement en zones forestières. Son cours vers le Nord-Est contourne par le Nord sept sommets de montagnes éparpillées au Nord-Est de Saint-Fabien-de-Panet dont l’altitude varie entre 529 mètres et 578 mètres.

## Géographie
Le ruisseau des Cèdres prend source dans la municipalité de Saint-Paul-de-Montminy, tout près de la route 283 (côté Nord-Est). Cette source est située à 10,6 km au Nord-Ouest du centre du village de Saint-Fabien-de-Panet ; à 11,2 km au Sud-Ouest du centre du village de la municipalité de Sainte-Apolline-de-Patton ; à 7,4 km au Sud-Est du centre du village de la municipalité de Saint-Paul-de-Montminy.
À partir de sa source, le ruisseau des Cèdres coule sur 9,0 km, selon les segments suivants :
- 6,0 km vers le Nord-Est, puis vers le Sud-Est près de la limite de Sainte-Apolline-de-Patton, dans la municipalité de Saint-Paul-de-Montminy, jusqu'à la limite de Saint-Fabien-de-Panet ;
- 0,7 km vers le Nord-Est dans la municipalité de Saint-Fabien-de-Panet, notamment en chevauchant sur 0,5 km la limite de la municipalité de Sainte-Apolline-de-Patton ;
- 2,3 km vers le Sud-Est, jusqu'à la confluence du ruisseau[1].

Le ruisseau des Cèdres se déverse sur la rive Nord-Ouest du lac Talon que le courant traverse vers le Nord-Est sur km jusqu’à son embouchure situé au Nord-Est. Ce dernier constitue le plan d’eau de tête de la rivière Noire Nord-Ouest que le courant descend jusqu’à la rive Nord du lac Frontière. Puis, le courant traverse le lac Frontière et suit la rivière Saint-Jean Nord-Ouest qui coule jusqu'au fleuve Saint-Jean. Ce dernier coule vers l'Est et le Nord-Est en traversant le Maine, puis vers l'Est et le Sud-Est en traversant le Nouveau-Brunswick. Au terme de son cours, le fleuve Saint-Jean se déverse sur la rive Nord de la Baie de Fundy laquelle s’ouvre au Sud-Ouest à l’Océan Atlantique.

## Toponymie
Le terme « Cèdre » fait référence au thuya occidental, lequel est un conifère. Généralement cet arbre peut atteindre 15 à 20 mètres de hauteur. Son bois a comme caractéristique d’être résistant à la pourriture, donc durable pour un usage extérieur. À la suite de la coupe de ce bois, son essence dégage une odeur particulière.
Le toponyme ruisseau des Cèdres a été officialisé le 1er mars 2019 à la Commission de toponymie. Auparavant, le ruisseau portait le nom de rivière des Cèdres, ce toponyme avait été officialisé le 5 décembre 1968.